# Kancelliråd
Kancelliråd var i Danmark efter 1660 benævnelsen for medlemmerne af Kancellikollegiet, men blev efterhånden på lignende måde som kammerråd en blot titel, som gav sin indehaver rang i 6. rangklasse nr 1 (hvis inehaveren i bestallingen betegnes "virkelig kancelliråd") eller nr. 7 (ellers).
I Sverige brugtes kancelliråd også oprindeligt om visse medlemmer af Kancellikollegiet, men det er ikke der blevet til en titel, men er nu benævnelsen på bureaucheferne i de fleste svenske regeringsdepartementer.
| Historie | Spire Denne historieartikel er en spire som bør udbygges. Du er velkommen til at hjælpe Wikipedia ved at udvide den. |